# Элгаард (Доллеруп)
Элгаард (нем. Ellgaard) — деревня в коммуне Доллеруп управления Лангбаллиг (с 1970 года) района Шлезвиг-Фленсбург земли Шлезвиг-Гольштейн Федеративной Республики Германия.

## Происхождение названия
Деревня Элгаард названа в честь старинной усадьбы Элгаард. Согласно государственным архивам, усадьба Элгаард была Главным двором в поместье Уневатт.
В старинных церковных книгах усадьбу Элгаард называют «благородная усадьба Элгаард». Само слово «Элгаард» датского происхождения. «Элл» — ольха, а «гаард» — «укреплённый».

## История
| Годы        | Владелец (-ы)     |
| ----------- | ----------------- |
| 1488 — 1500 | Клаус Иоахимсон   |
| 1501 — 1539 | Анна Иоахимсон    |
| 1540 — 1597 | Хеннеке Иоахимсон |
| 1598 — ?    | Клаус Иоахимсон   |
| ? — ?       | Вульф фон Дамм    |
| ? — 1621    | Анна фон Ранцау   |
| 1621 — 1622 | Ганс-младший      |
| 1623 — 1639 | Герцог Филипп     |
| 1639 — 1700 | Кристиан Хагеман  |
| 1701 — 1705 | Йохан Раш         |
| 1706 — ?    | Иоганн Раш        |
| ? — 1904    | ?                 |
| 1905        | Николаус Нильсен  |
| 1905        | Ганс Хеннингсен   |

По неясной причине после 1880 года усадьба Элгаард исчезла, тогда как новая усадьба Элгаард, построенная в 1881 году существует до сих пор.